# Eupithecia husseini
Eupitecia husseini es una especie de polilla de la familia Geometridae. La especie fue descrita por primera vez por Wilhelm Brandt en 1938 con distribución en Iran. El sintipo de la especie fue descrita al sur de la cadena montanosa Zagros